# A. Haslam
A. Haslam (1879-1942) est un footballeur anglais qui a participé aux Jeux olympiques de 1900, à Paris, où il remporte la médaille d'or en tant que capitaine de l'équipe d'Upton Park FC, représentant le Royaume-Uni.

## Source
- Ressources relatives au sport :   - Olympedia
  - Team GB